# آصف‌آباد (قروه)
آصف‌آباد (قروه)، روستایی از توابع بخش مرکزی شهرستان قروه در استان کردستان ایران است.این روستا در هشت کیلومتری جنوب قروه واقع شده است. زبان مردم این روستا کردی است.
این روستا بعلت طبیعت زیبایی که دارد در تمامی فصل ها به‌ویژه بهار مورد توجه گردشگران قرار میگیرد

## جمعیت
این روستا در دهستان بدر قرار دارد و براساس سرشماری مرکز آمار ایران در سال ۱۳۸۵، جمعیت آن ۲۱۷ نفر (۴۴خانوار) بوده‌است.